# Bolet rude
Leccinum scabrum
Espèce
Statut de conservation UICN

 LC  : Préoccupation mineure
Leccinum scabrum, le Bolet rude, autrefois Boletus scaber, est un champignon basidiomycète de l'ordre des Boletales, de la famille des Boletaceae et du genre Leccinum. Il est l'espèce type du genre des Bolets rudes, le genre Leccinum. Il est caractérisé par son chapeau brunâtre, son long pied méchuleux et sa chair subimmuable.
Le genre Leccinum des bolets rudes comprend une douzaine d'espèces en Europe unies par certaines caractéristiques ; un long stipe fibreux, à la surface recouverte de méchules, ainsi qu'un chapeau plus au moins convexe et mou à maturité. Les autres bolets du genre Leccinum étant également des "bolets rudes" mais Leccinum scabrum pouvant être considéré comme - Le - Bolet rude au sens strict.

## Taxonomie

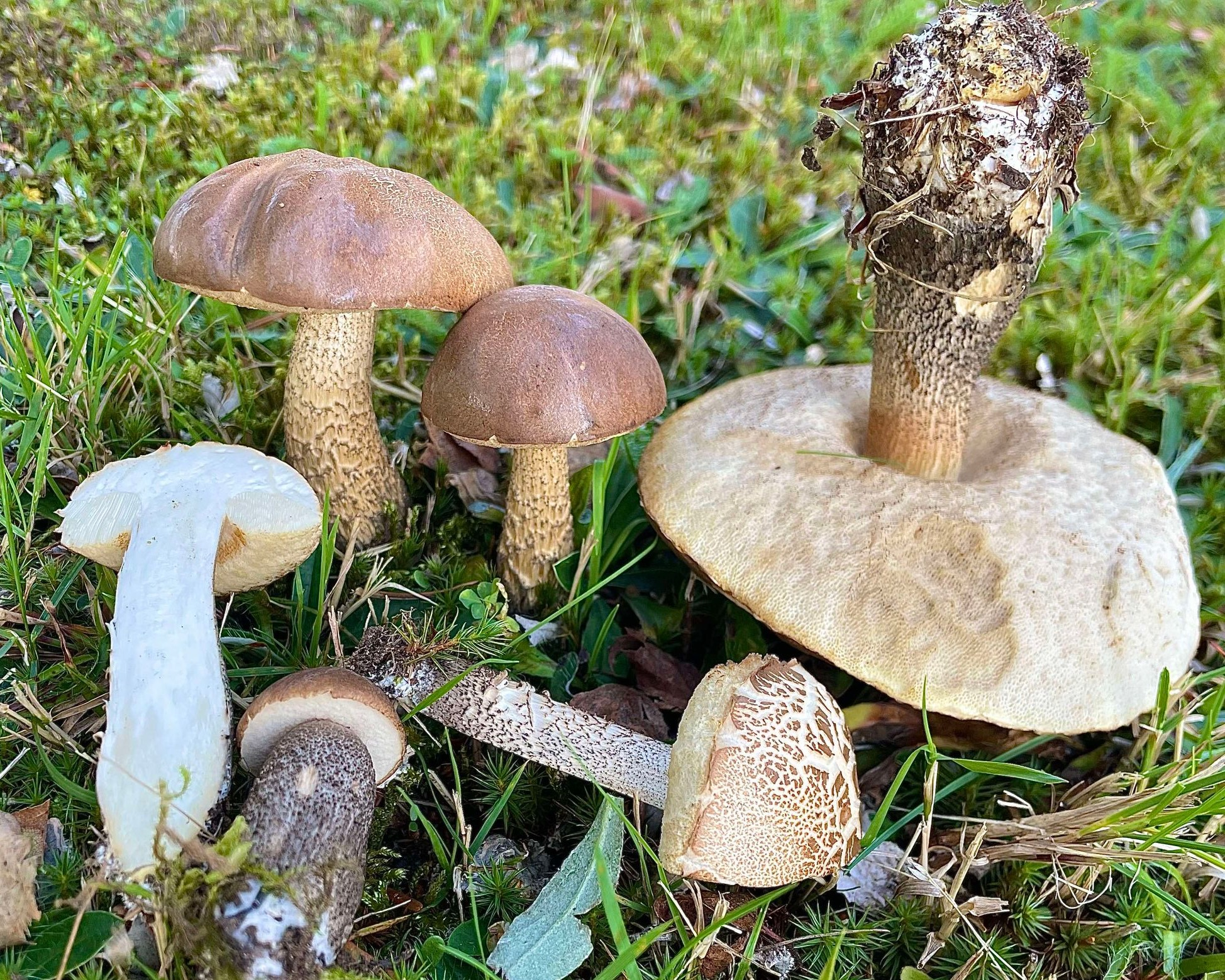
Collection de sporophores de L. scabrum en France.

Le nom correct complet (avec auteur) de ce taxon est Leccinum scabrum (Bull.) Gray.
Cette espèce a été initialement classée dans le genre Boletus sous le basionyme scientifique Boletus scaber Bull. en 1783.

### Synonymes
Leccinum scabrum a pour synonymes :
- Boletus albus Gillet
- Boletus avellaneus J.Blum
- Boletus duriusculus var. niveus (Fr.) Blum
- Boletus gilletii Sacc. & Cub.
- Boletus niveus Fr.
- Boletus oxydabilis Anon.
- Boletus roseofractus (Watling) Hlaváček
- Boletus rotundifoliae (Singer) S.Lundell
- Boletus rotundifolius (Singer) Lundell
- Boletus scaber Bull.
- Boletus viscidus var. scaber (Bull.) Duby
- Ceriomyces scaber (Bull.) Murrill
- Gyroporus scaber (Bull.) Quél.
- Krombholzia nivea (Opat.) E.-J.Gilbert
- Krombholzia oxydabilis Singer
- Krombholzia rotundifoliae Singer
- Krombholzia rufa (Pers.) E.-J.Gilbert
- Krombholzia scabra (Bull.) P.Karst.
- Krombholziella avellanea (J.Blum) Bon
- Krombholziella melaena (Smotlacha) Sutara
- Krombholziella nivea (Opat.) Alessio
- Krombholziella nivea (Opat.) Bon, 1985
- Krombholziella oxydabilis (Singer) Šutara
- Krombholziella roseofracta (Watling) Šutara
- Krombholziella rotundifoliae (Singer) Šutara
- Krombholziella scabra (Bull.) Maire
- Krombholziella scabra Anon.
- Leccinum avellaneum (J.Blum) Bon
- Leccinum melaenum (Smotlacha) Pilat & Dermek
- Leccinum niveum (Opat.) Rauschert
- Leccinum oxydabile (Singer) Singer
- Leccinum oxydabile Watling
- Leccinum rigidipes P.D.Orton
- Leccinum roseofractum Watling
- Leccinum rotundifoliae (Singer) A.H.Sm., Thiers & Watling
- Leccinum subcinnamomeum Pilát & Dermek
- Leccinum umbrinoides f. rigidipes (P.D.Orton) A.E.Hills
- Suillus albus Henn.
- Suillus gilletii (Sacc. & Cub.) Kuntze
- Suillus scaber (Bull.) Poiret
- Trachypus scaber (Bull.) Romagn.
- Tubiporus scaber (Bull.) Ricken

### Phylogénie

Timbre d'Abkhazie représentant Leccinum scabrum.

Leccinum scabrum a été décrit en 1783 par le naturaliste français Jean Baptiste François (Pierre) Bulliard, qui lui a donné le nom scientifique binomial Boletus scaber. Le nom scientifique actuellement accepté, Leccinum scabrum, date d'une publication de 1821 du mycologue britannique Samuel Frederick Gray (1766 - 1828).

### Étymologie
Leccinum, le nom de genre, vient d'un vieux mot italien signifiant "champignon". L'épithète spécifique scabrum (rugueux) fait référence à la surface raboteuse du stipe de ce bolet, bien que cette caractéristique soit aussi partagée par les autres espèces du genre Leccinum.

### Noms vulgaires et vernaculaires

#### Nom normalisé
Il n'existe qu'un seul nom vernaculaire accepté et recommandé pour Leccinum scabrum, normalisé par le Comité pour les noms français des champignons de la Société mycologique de France :
- Bolet rude[4] - nom normalisé.

#### Autres noms vernaculaires français
Ces noms vulgaires et noms locaux sont plus au moins utilisés selon les régions, ils sont souvent originaires du dialecte local tel que l'Occitan ou le Provençal. Ils sont également assez ambigus et inexacts quant à l'espèce réellement désignée, pouvant désigner d'autres espèces que Leccinum scabrum au sens strict selon l'utilisation locale ou même l'utilisation de la personne. Ces noms englobent généralement l'ensemble des espèces du genre Leccinum et Leccinellum par abus de langage.
- Pible, Piple, Pibe, Pib, Pible gris, Pible brun
- Trémoule, Trémoulet, Trémoulade, Trémoul, Trémou
- Tremble, Bolet des trembles
- Raboteux, Bolet raboteux
- Charmille
- Queue grise
- Bolet des bouleaux

#### Noms vernaculaires dans d'autres langues
- Anglais : Birch Bolete, Brown Birch Bolete, Rough-stemmed bolete, Scaber stalk, Blushing Bolete, turfgrass stem, birch portuccio.
- Allemand : Gemeine Birkenpilz, Birkenröhrling, Birken-Röhrling, Kapuziner, Geißpilz.
- Basque : Urki-onddo.
- Espagnol : Boletus de alamo, Boltus del chopo, Boleto del abedul, Boleto de pie escabroso.
- Catalan : Becenc, Cep de beç, Abró de bedoll.
- Italien : Leccino, Beola, Donna Nera, Gazzett, Porcinello grigio, Cravin, Gambetta, Sürlo, Crava.
- Néerlandais : Gewone berkenboleet.
- Gallois : Cap Tyllog Brown Bedw.
- Catalan : Molleró aspere, Albereny.
- Danois : Brun birkerørhat.
- Finlandais :Lehmäntatti.
- Tchèque : Kozák brezový.
- Suèdois : Björksopp.
- Polonais : Kozlarz babka[5].

## Description du sporophore

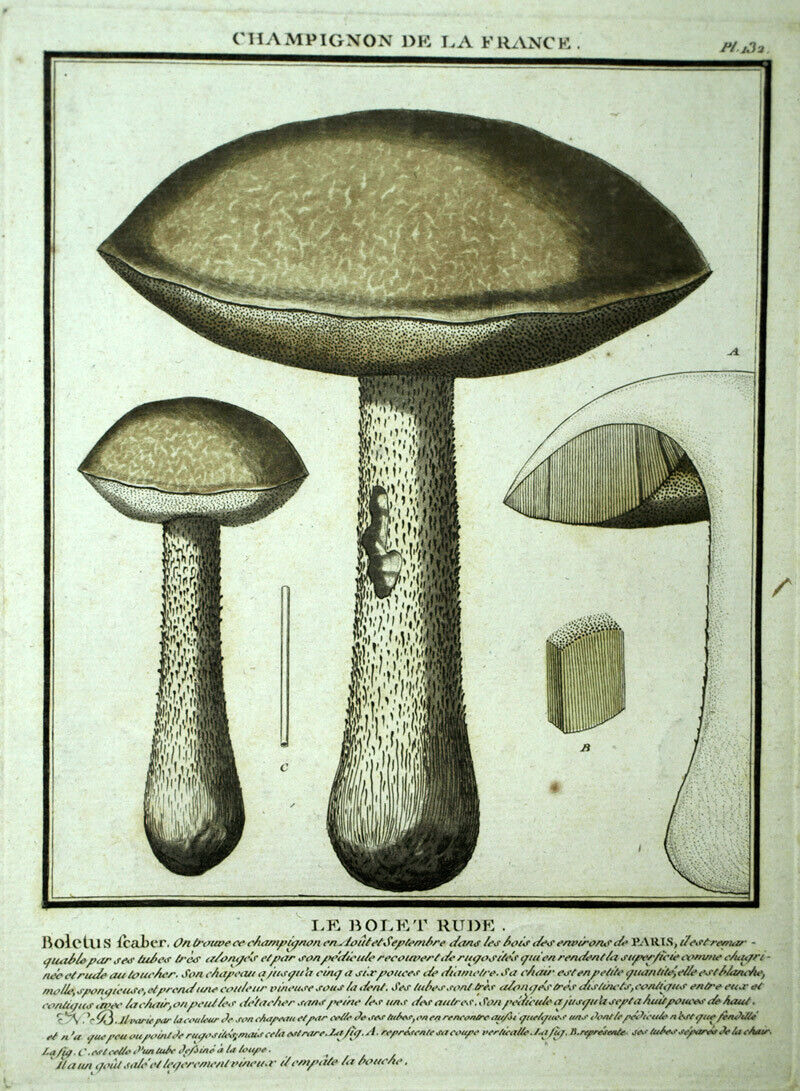
Gravure de Leccinum scabrum par Pierre Bulliard.

Les bolets sont des champignons dont l'hyménophore à tubes, terminés par des pores, se sépare facilement de la chair du chapeau, avec un pied central assez épais et une chair compacte. Ils ont un chapeau rond, recouvert d'une cuticule, devenant convexe à mesure qu’ils vieillissent. Les caractéristiques morphologiques de L. scabrum sont les suivantes :
Son chapeau, de consistance molle, mesure 5 à 20 cm de diamètre, il est hémisphérique puis convexe. Sa cuticule est de couleur brun chamois à brun moyen avec par endroits des nuances ochracées, elle est légèrement veloutée ou lisse et peut prendre un aspect visqueux par temps pluvieux. Sa marge est aigüe,.
L'hyménophore présente des petits tubes très serrés de 15 à 30 mm de long, de couleur blanc sale, adnés et émarginés. Leurs pores sont blanchâtres dans la jeunesse puis gris clair, devenant brunâtres au toucher,.

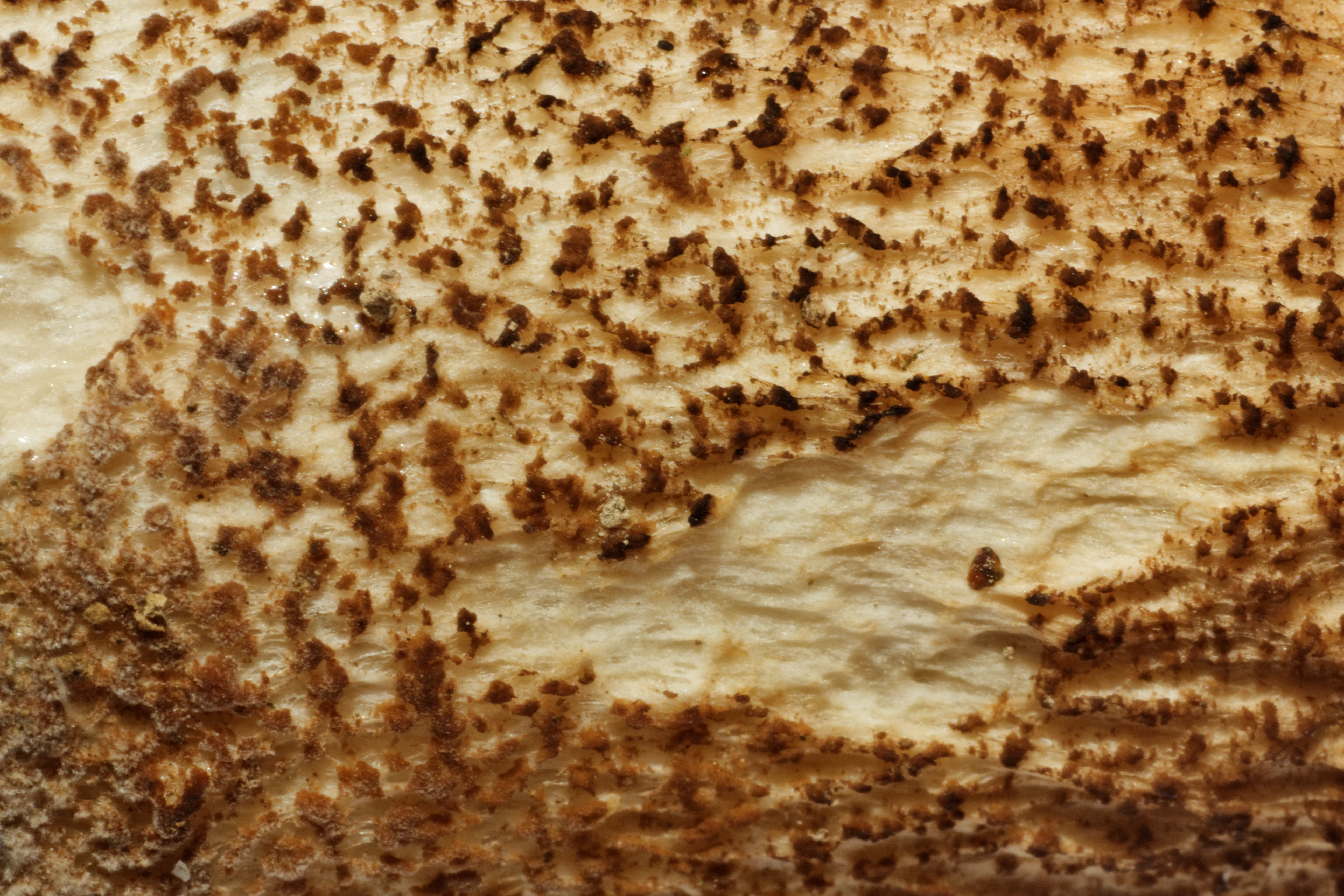
Méchules sur le stipe d'un Leccinum.

Son stipe est généralement long, cylindrique ou en massue, faisant de 7 à 20 cm de haut avec un diamètre de 1 à 3 cm. Il est couvert  d’une multitude de très petites mèches brun noirâtre sur un fond blanchâtre et a une chair ferme et fibreuse,.
La chair est ferme puis molle, de couleur blanchâtre plus ou moins grisâtre, presque immuable, ne changeant généralement pas du tout de couleur à la coupe, sans trace de bleu-vert à la base. Sa saveur est douce, son odeur est faible. Sa sporée est de couleur brun olive.

### Réactions chimiques
Leccinum scabrum va prendre une couleur particulière après contact avec les réactifs suivants :
- Réaction gris bleuâtre au sulfate de fer[8].
- Réaction plus ou moins rose et plus ou moins rapide au Formol[7].

### Caractéristiques microscopiques
Ses spores sont fusiformes, lisses, à paroi épaissie, guttulées, jaunâtres, mesurant 15 à 20 x 5 à 7µm. Ses basides sont clavées, tétrasporiques non bouclées. Cheilo et pleurocystides à paroi mince terminées plus ou moins en bec, mesurant 36 à 55 x 8 à 11 µm. La cuticule est formée d'hyphes ramifiées, irrégulièrement enchevêtrées en partie érigées larges de 3 à 7 µm.

## Galerie

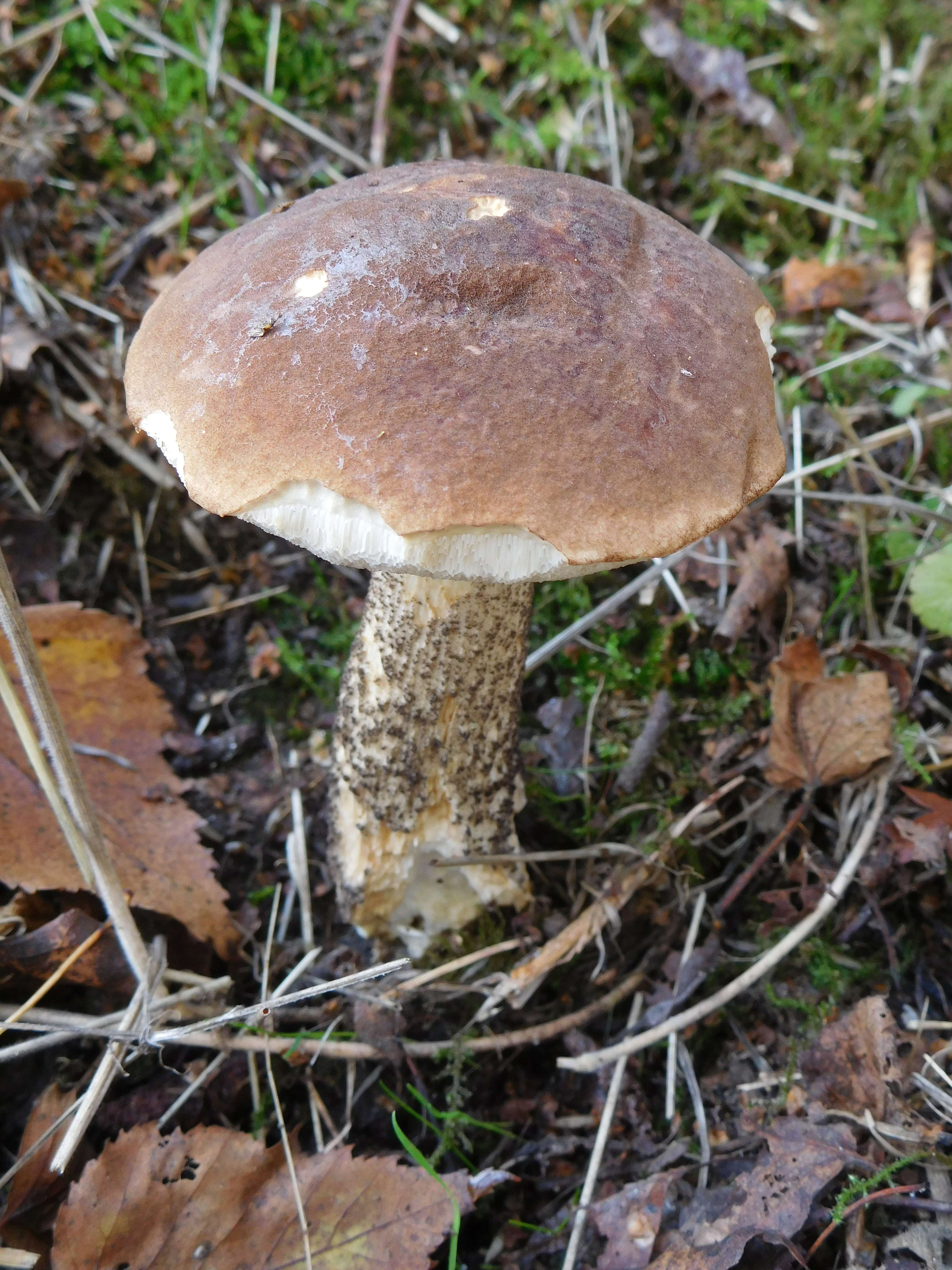
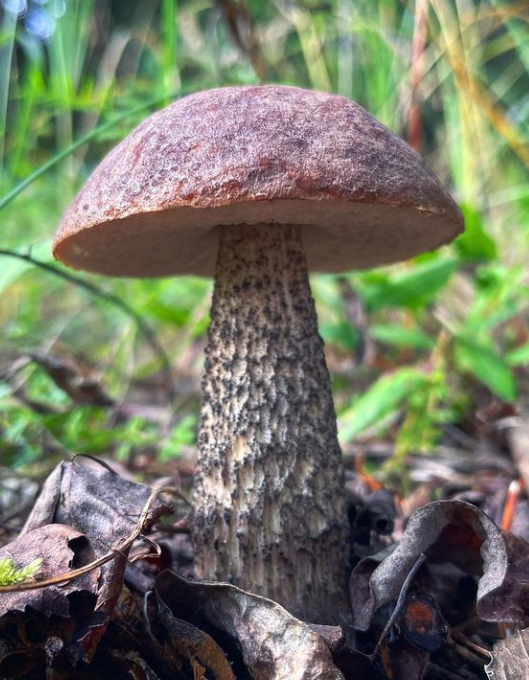
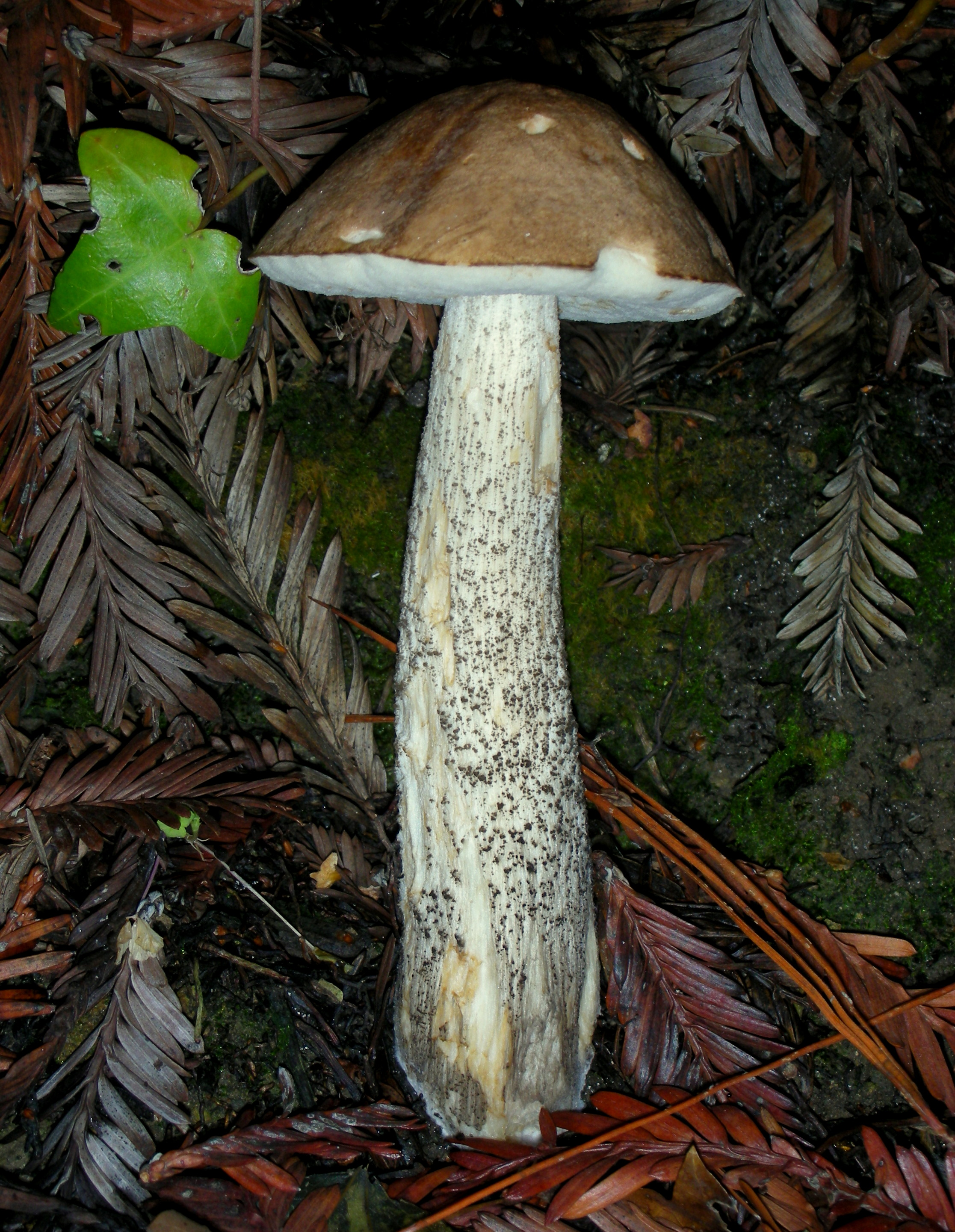
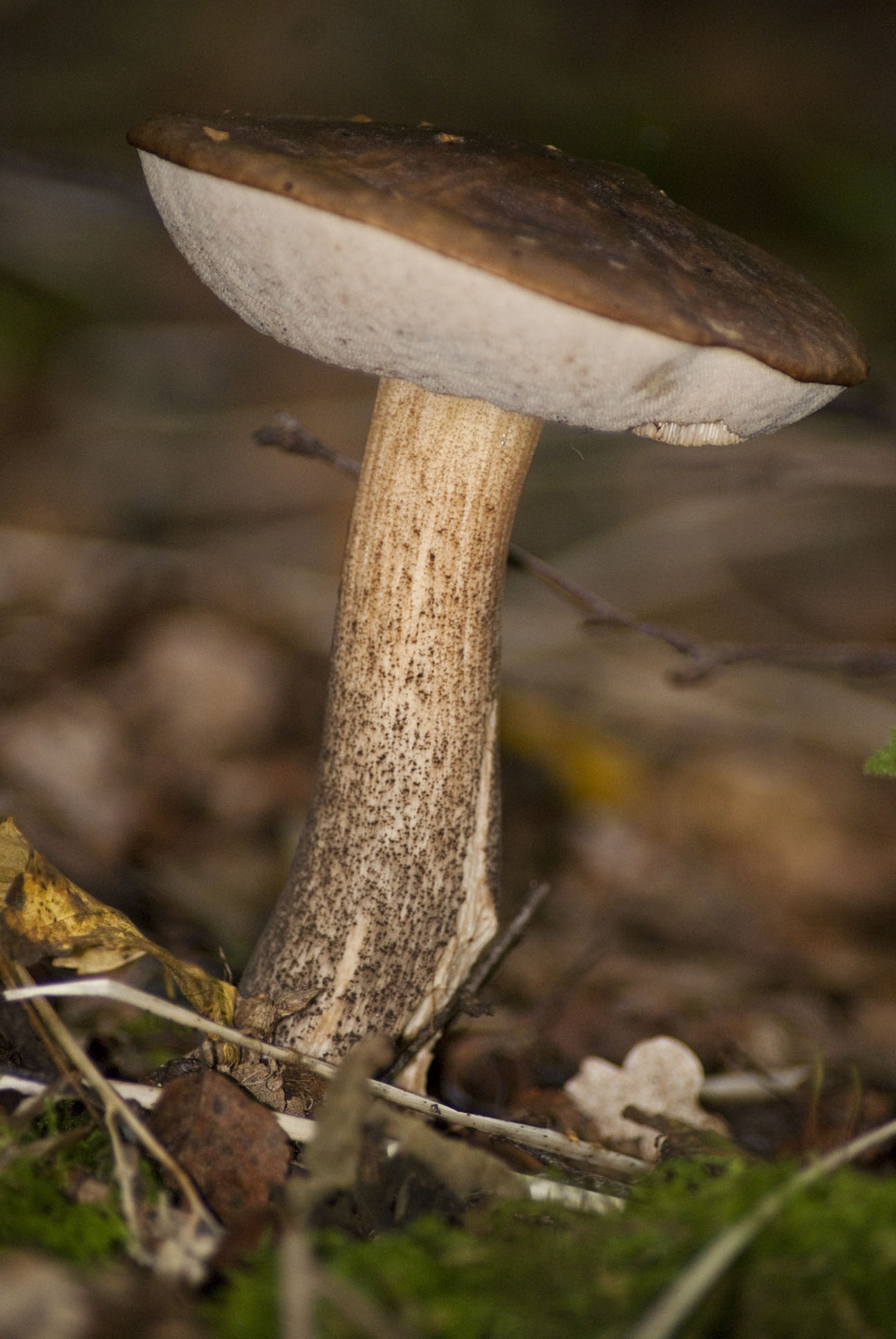
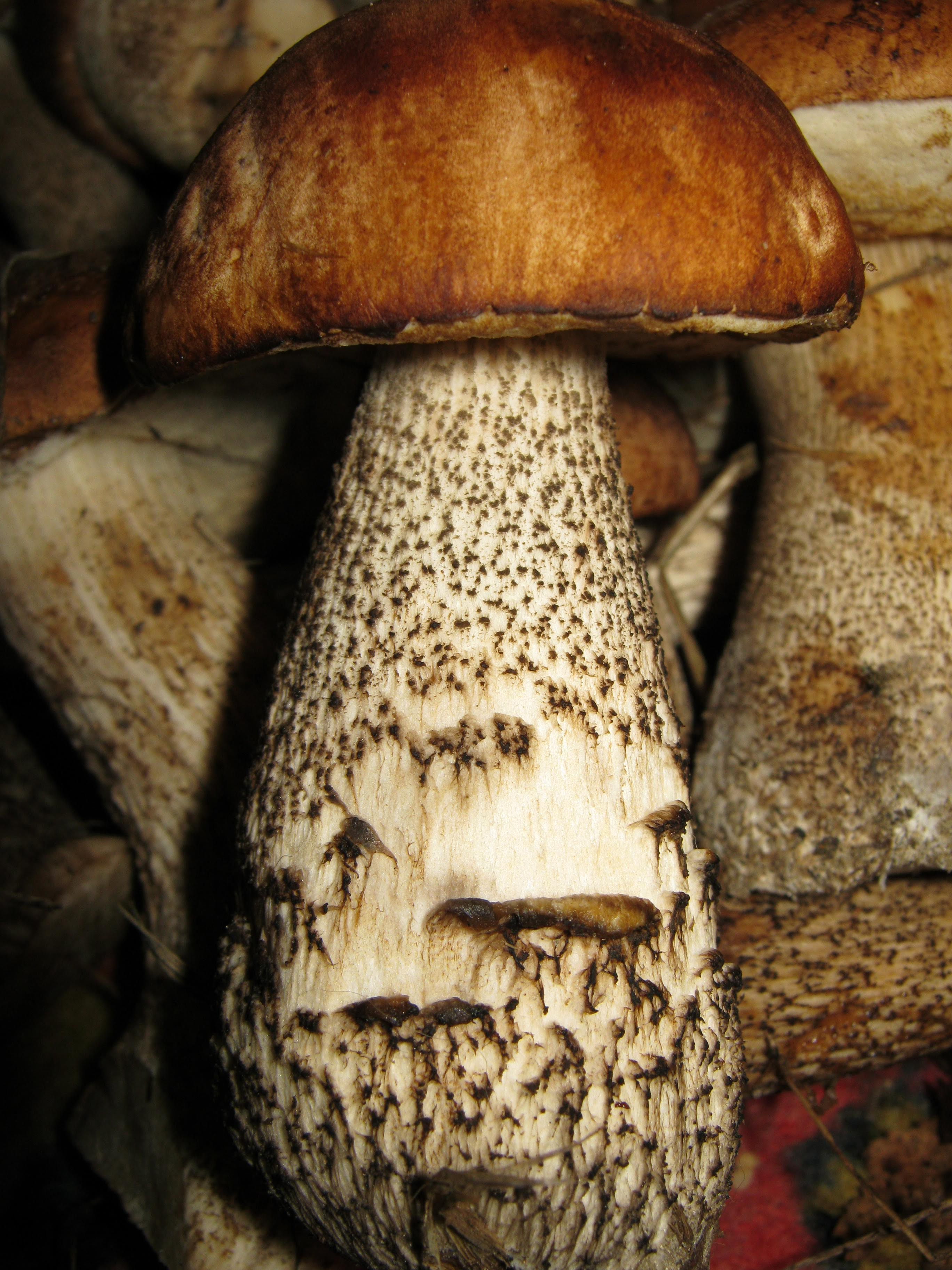
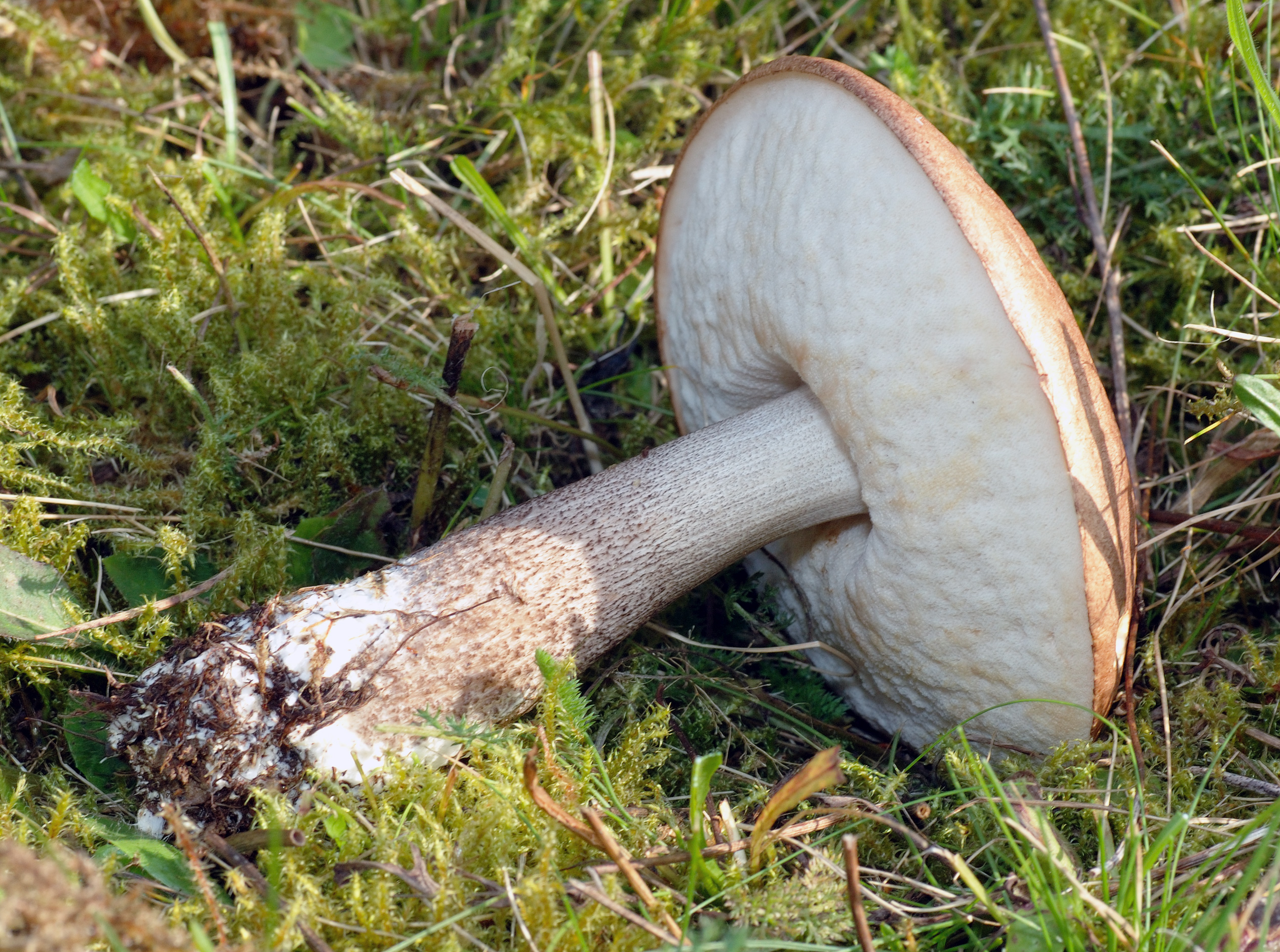
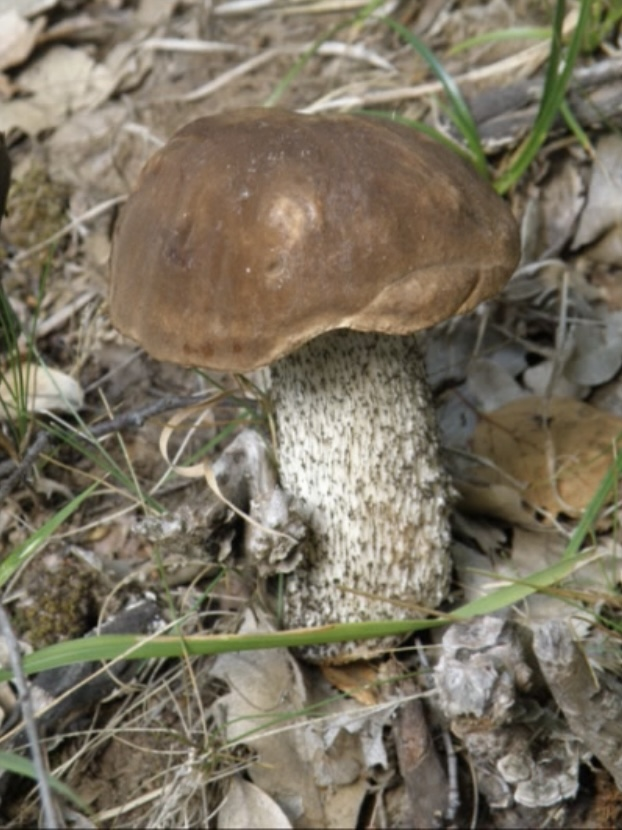
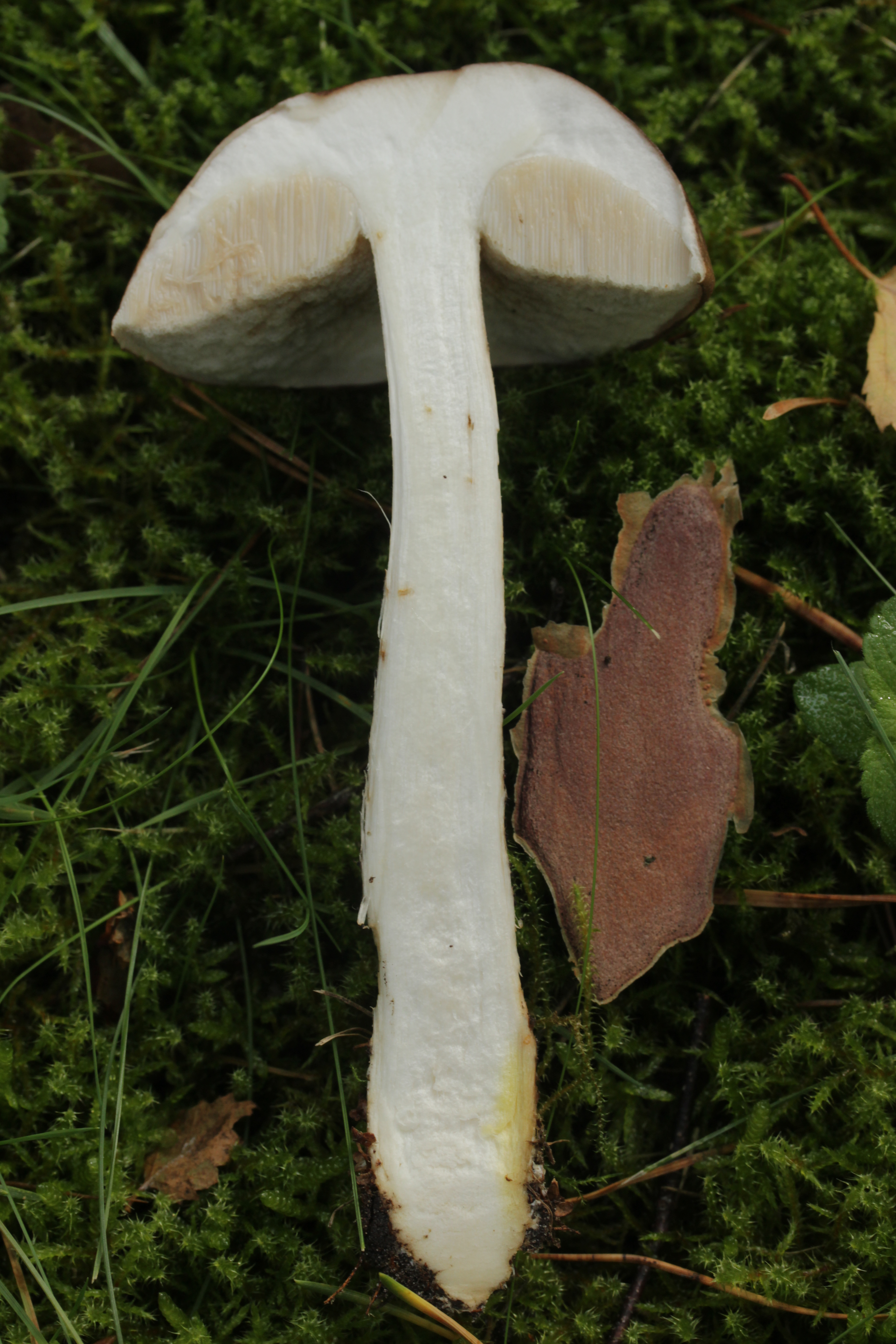
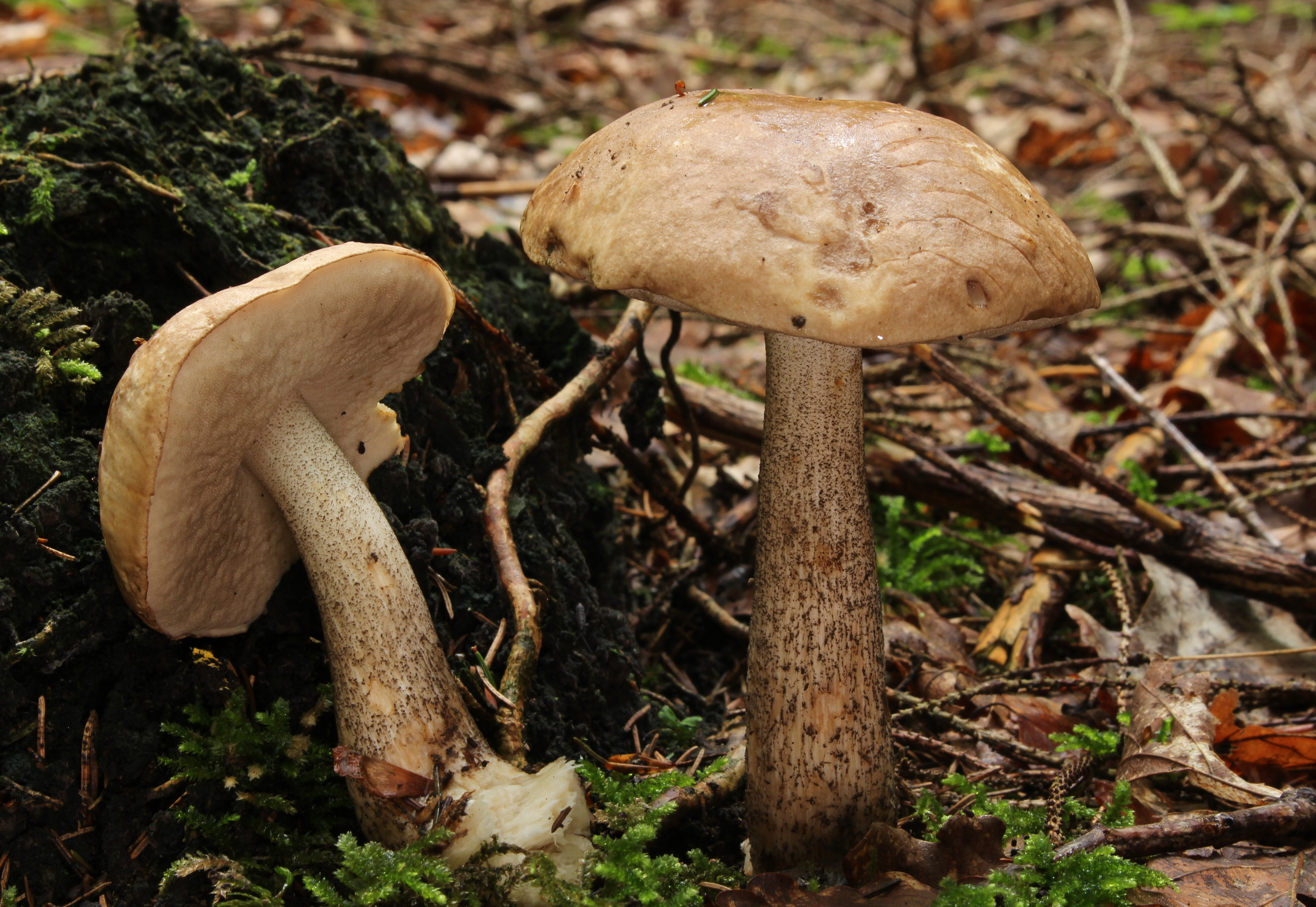
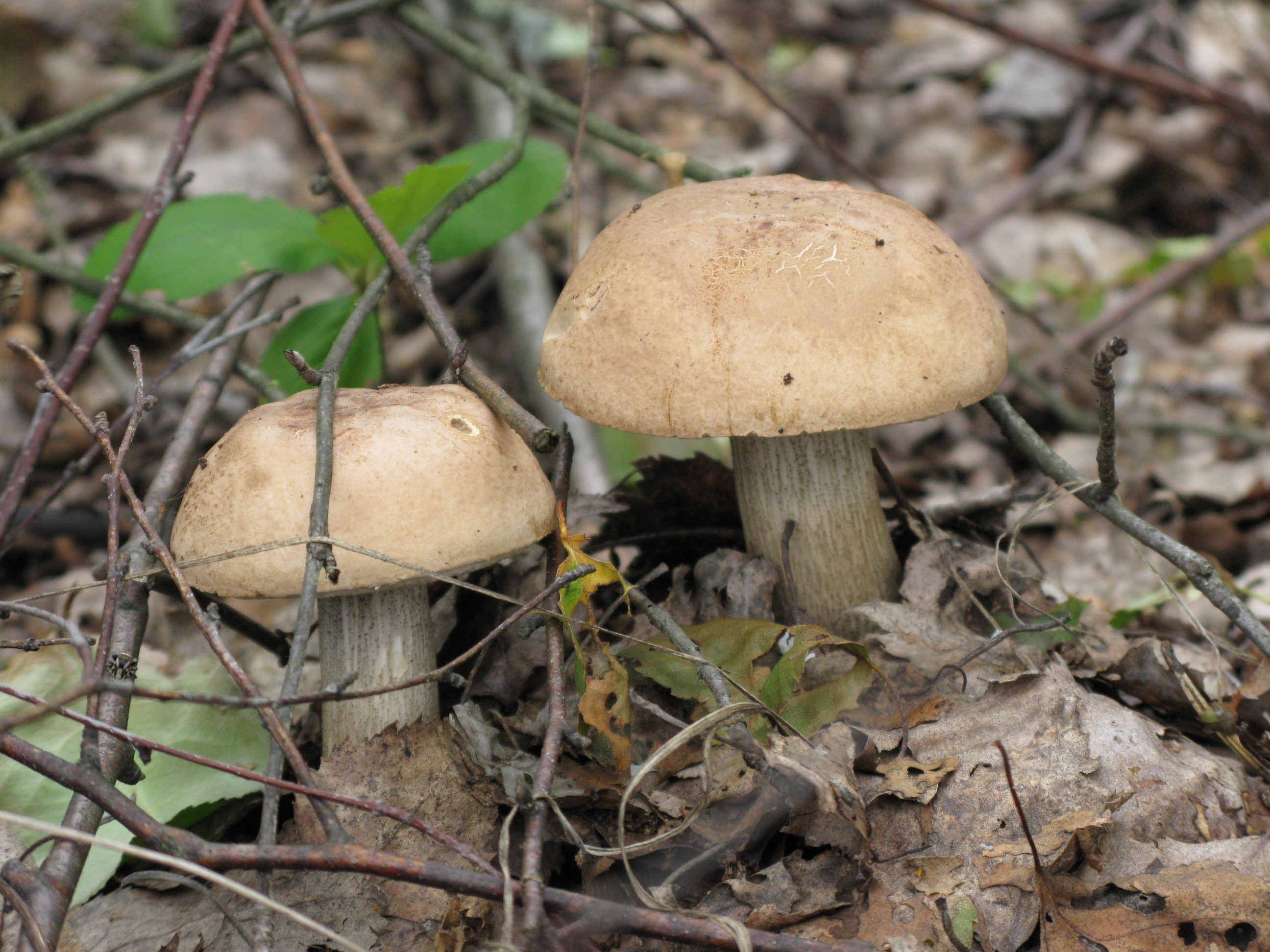
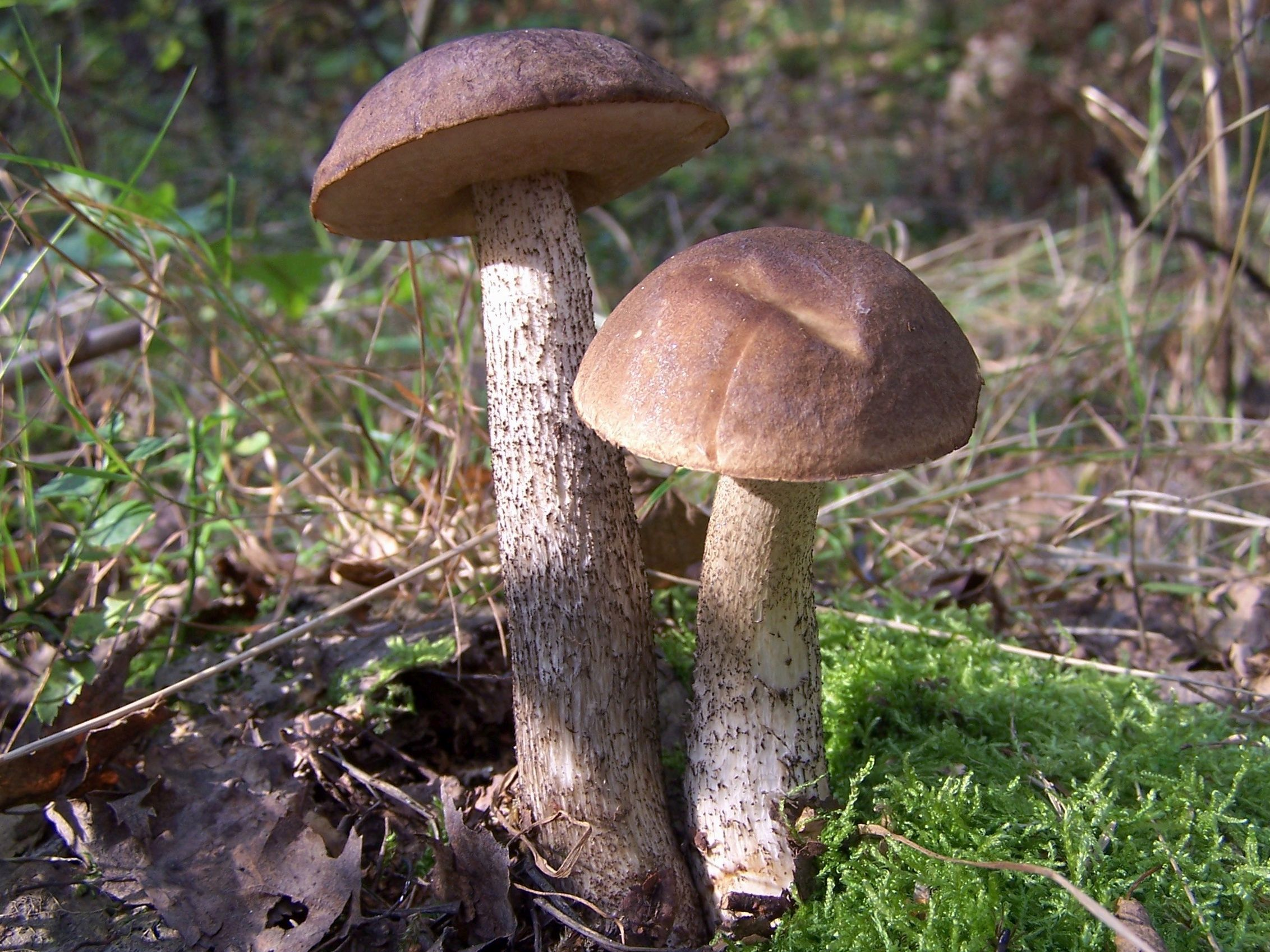
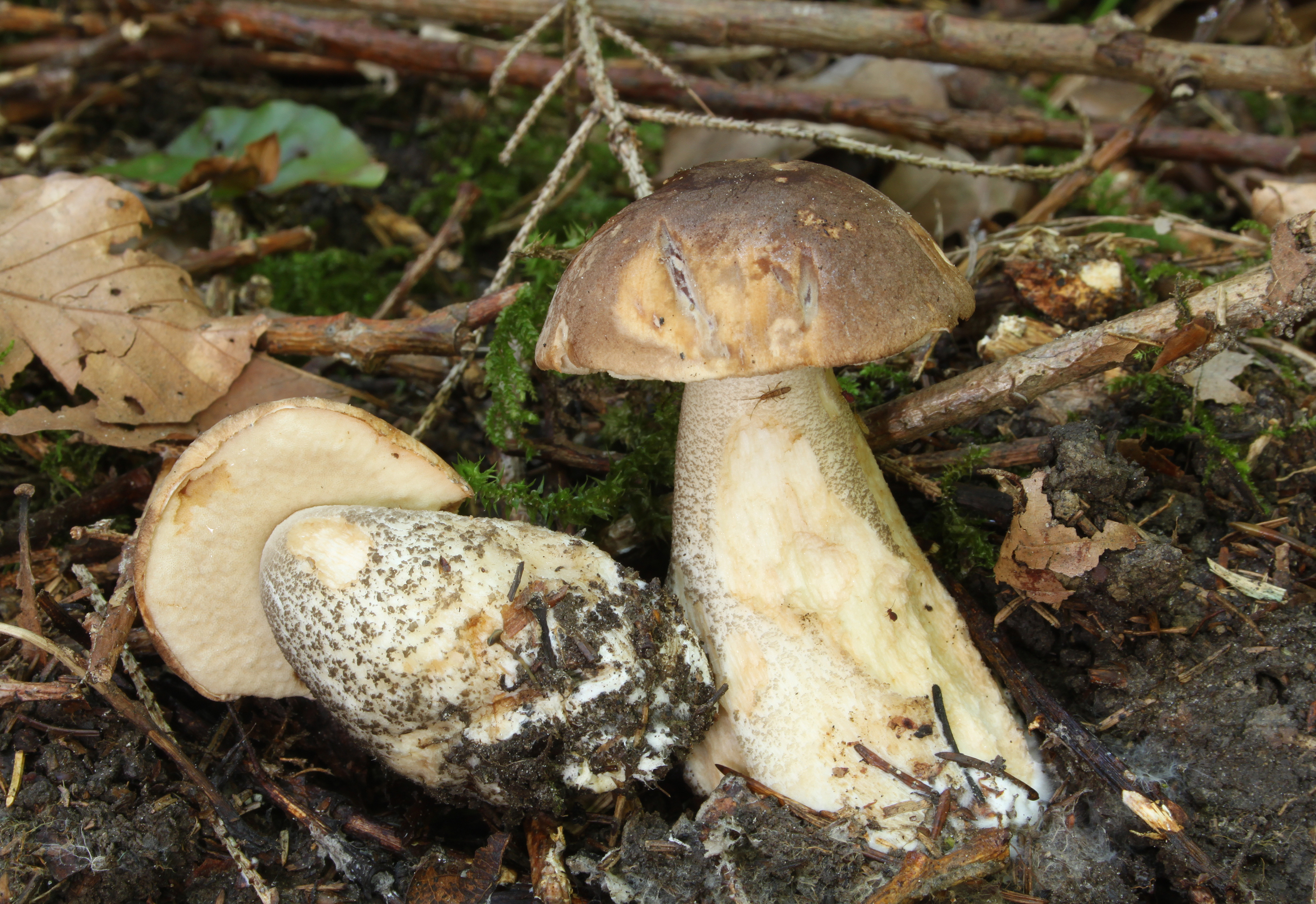
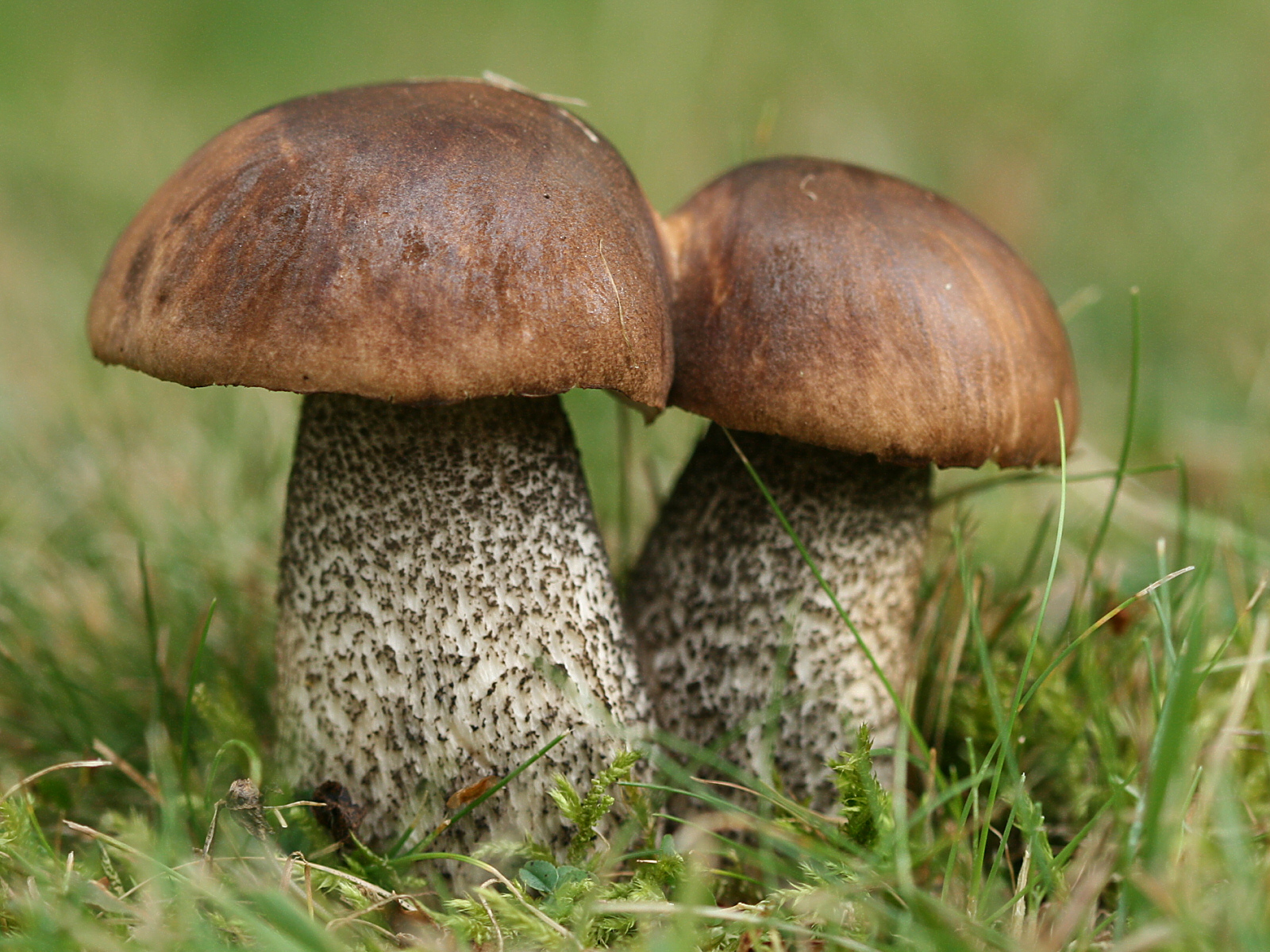
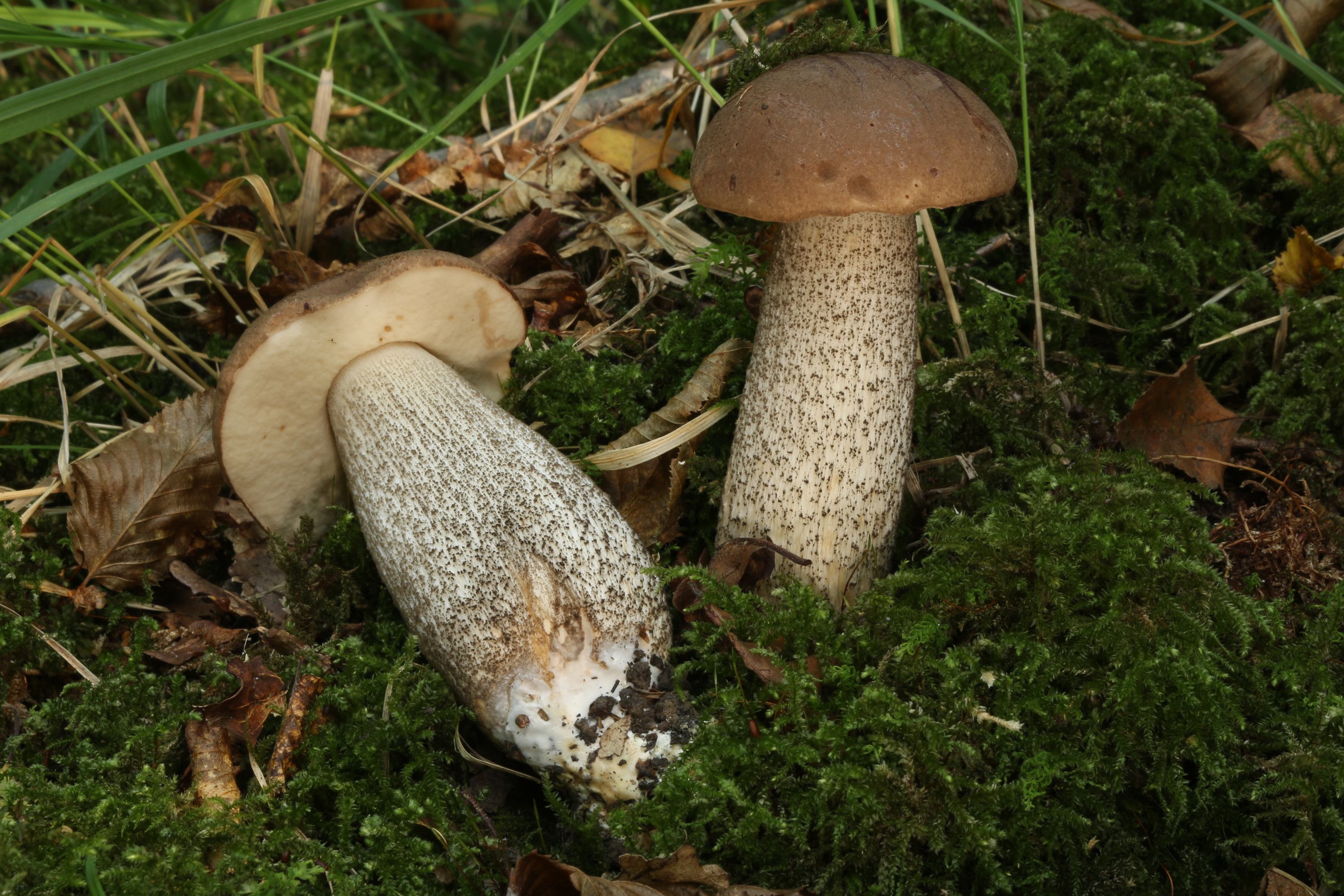
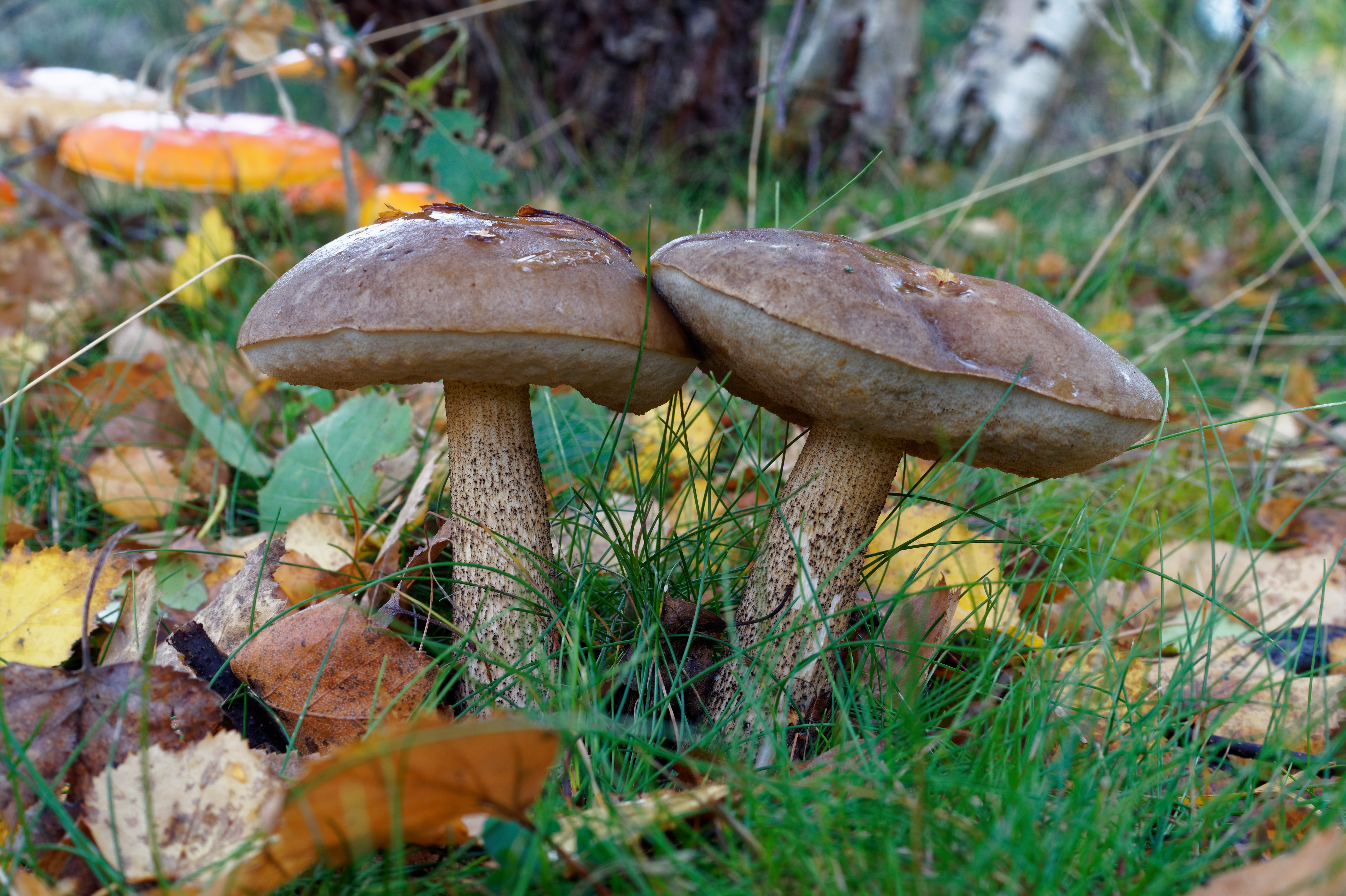
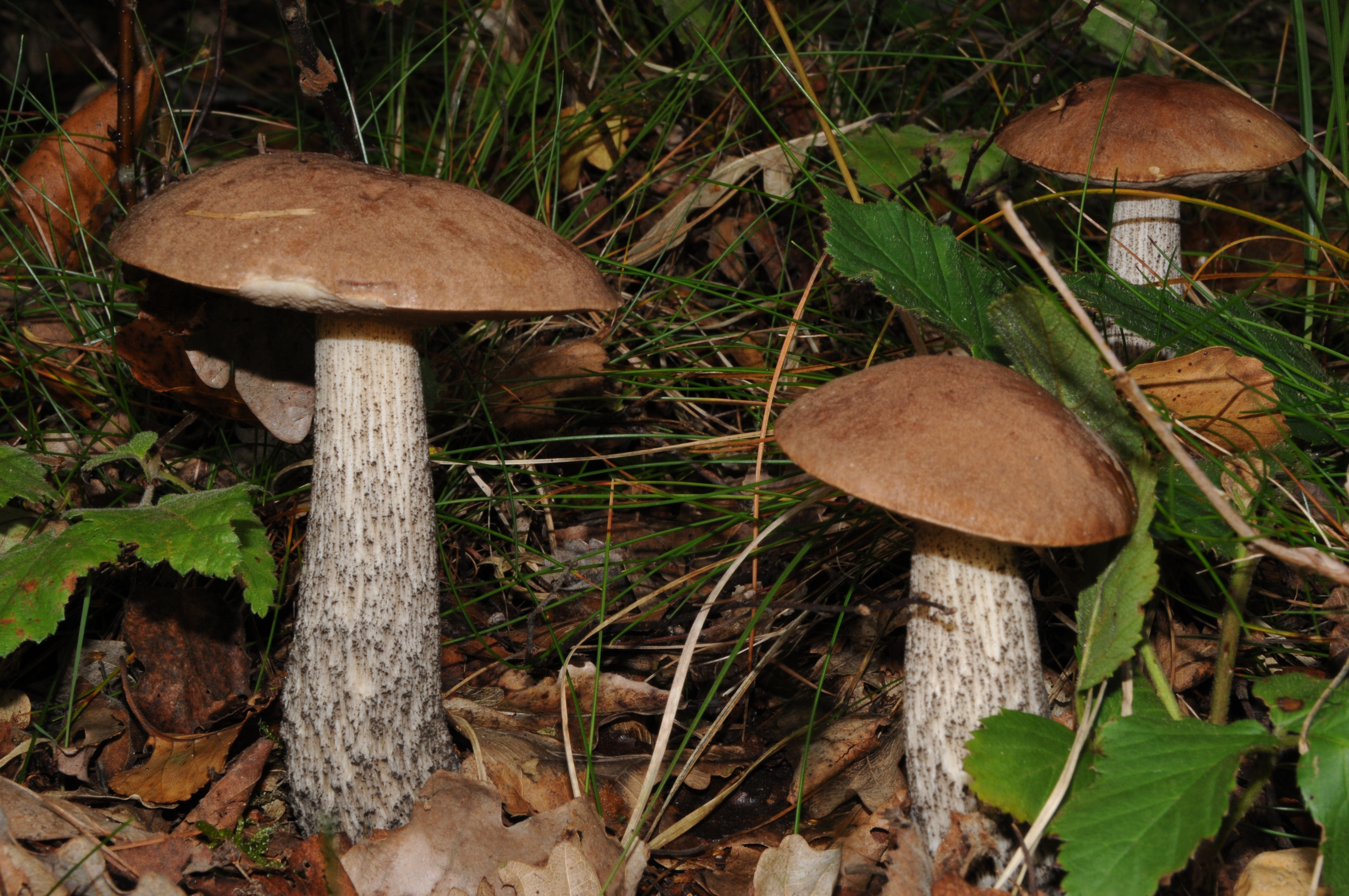
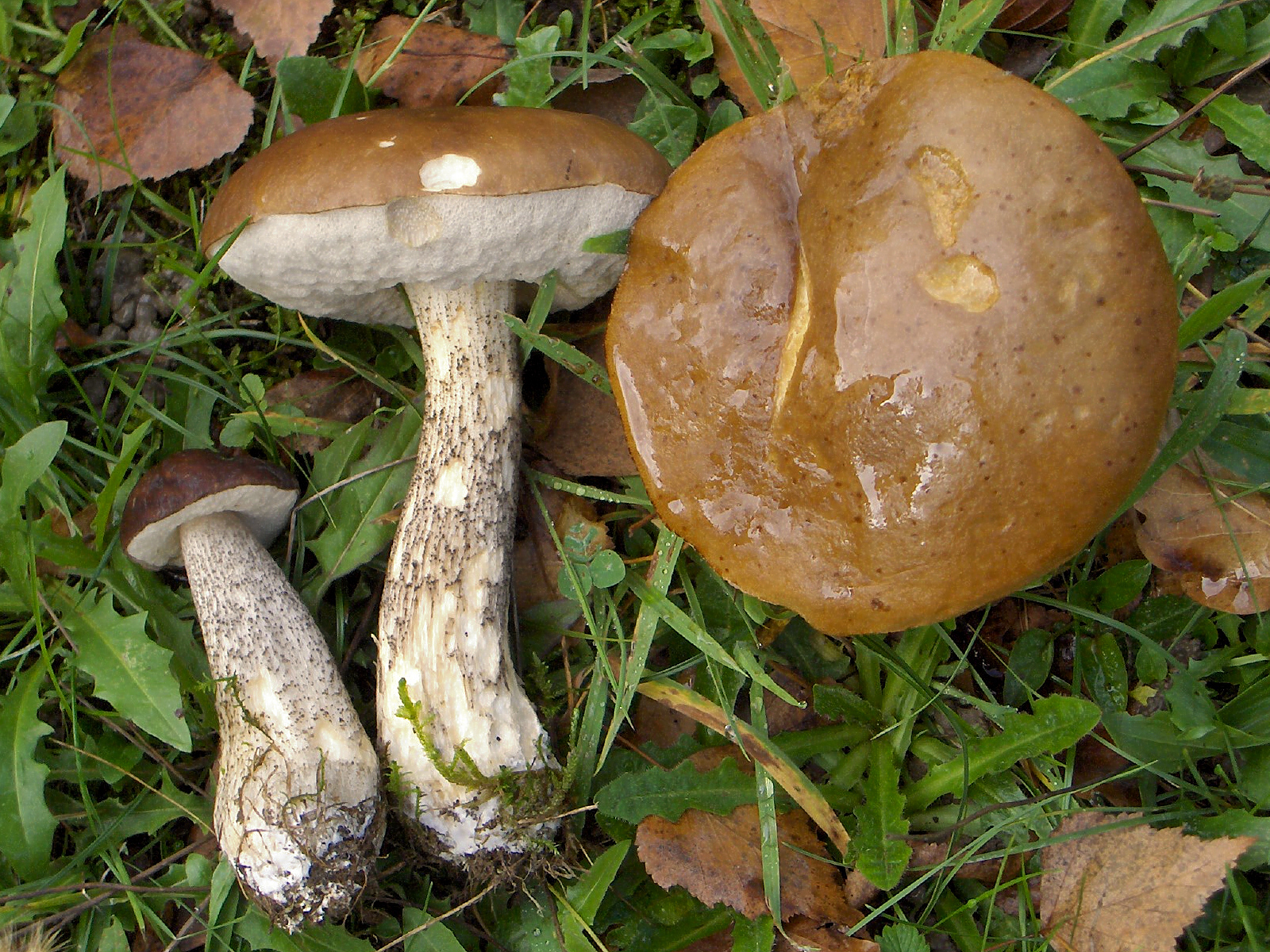
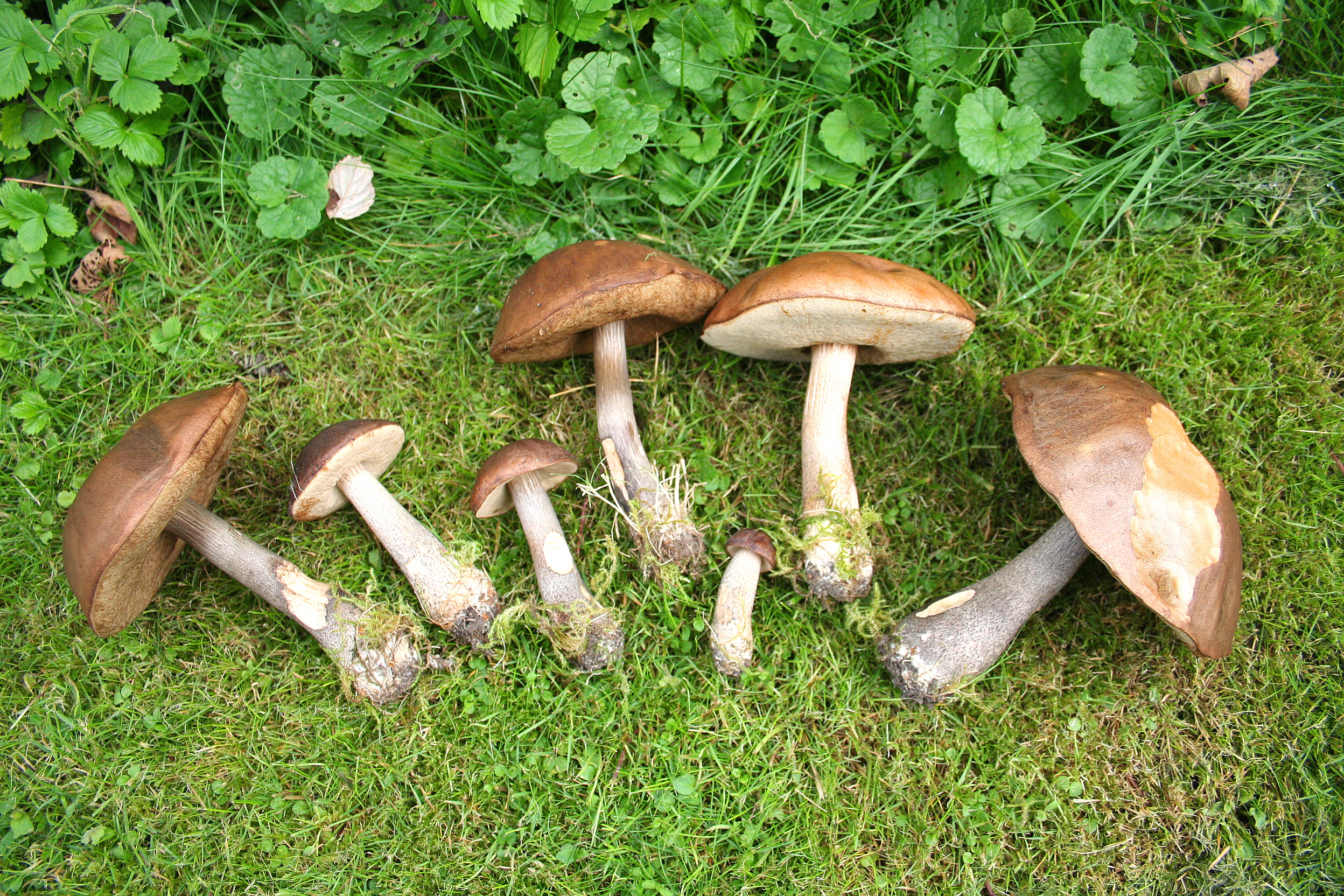

## Habitat et distribution

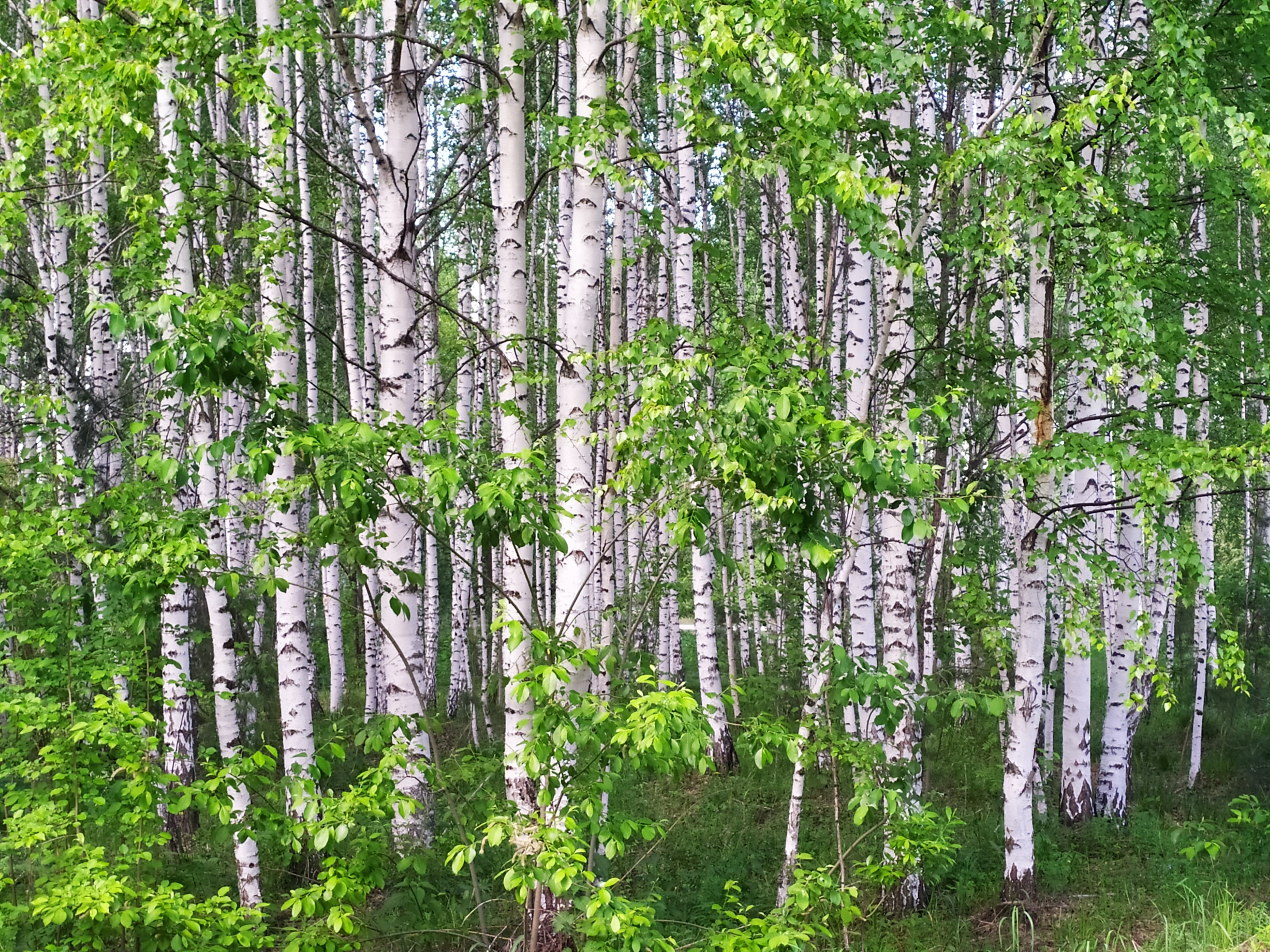
Le Bouleau (Betula), l'hôte de prédilection pour les mycorhizes de L. scabrum.

C'est une espèce ectomycorhizienne et commune, il pousse de l'été à la fin de l'automne, isolé ou en groupe sous les bouleaux (Betula) et peupliers (Populus), de préférence dans les lieux humides,.
Il est recensé dans toute l'Europe, l'Asie du Nord, le Japon, la côte Est et la côte Nord-Ouest de l'Amérique du Nord. C'est une espèce originellement européenne qui a été introduite dans diverses régions du monde, principalement dans les zones urbaines. Ce champignon devient également de plus en plus courant en Australie et en Nouvelle-Zélande (où il s'associe uniquement à Betula pendula) et où il a probablement été introduit. Il a aussi été trouvé en association avec des bouleaux d'ornement plantés en dehors de son aire de répartition naturelle, comme en Californie.

## Comestibilité
Le Bolet rude est comestible. Comme toutes les espèces de Leccinum au sens large, c'est un comestible de valeur culinaire moyenne, au pied fibreux indigeste souvent rejeté. Il est fréquemment recommandé de le cueillir jeune et de ne garder que le chapeau. Il est important de respecter une bonne cuisson car les bolets rudes peuvent être à l'origine de troubles gastro-intestinaux s'ils sont consommés crus ou mal cuits. Il est couramment récolté pour l'alimentation en Finlande et en Russie. En France, il est ramassé occasionnellement  à plus traditionnellement selon les régions sous une multitude de noms locaux.

## Confusions possibles
Le Bolet rude ne peut généralement être confondu qu'avec d'autres espèces de Bolets rudes du genre Leccinum, partageant sa comestibilité. On peut le confondre avec : 

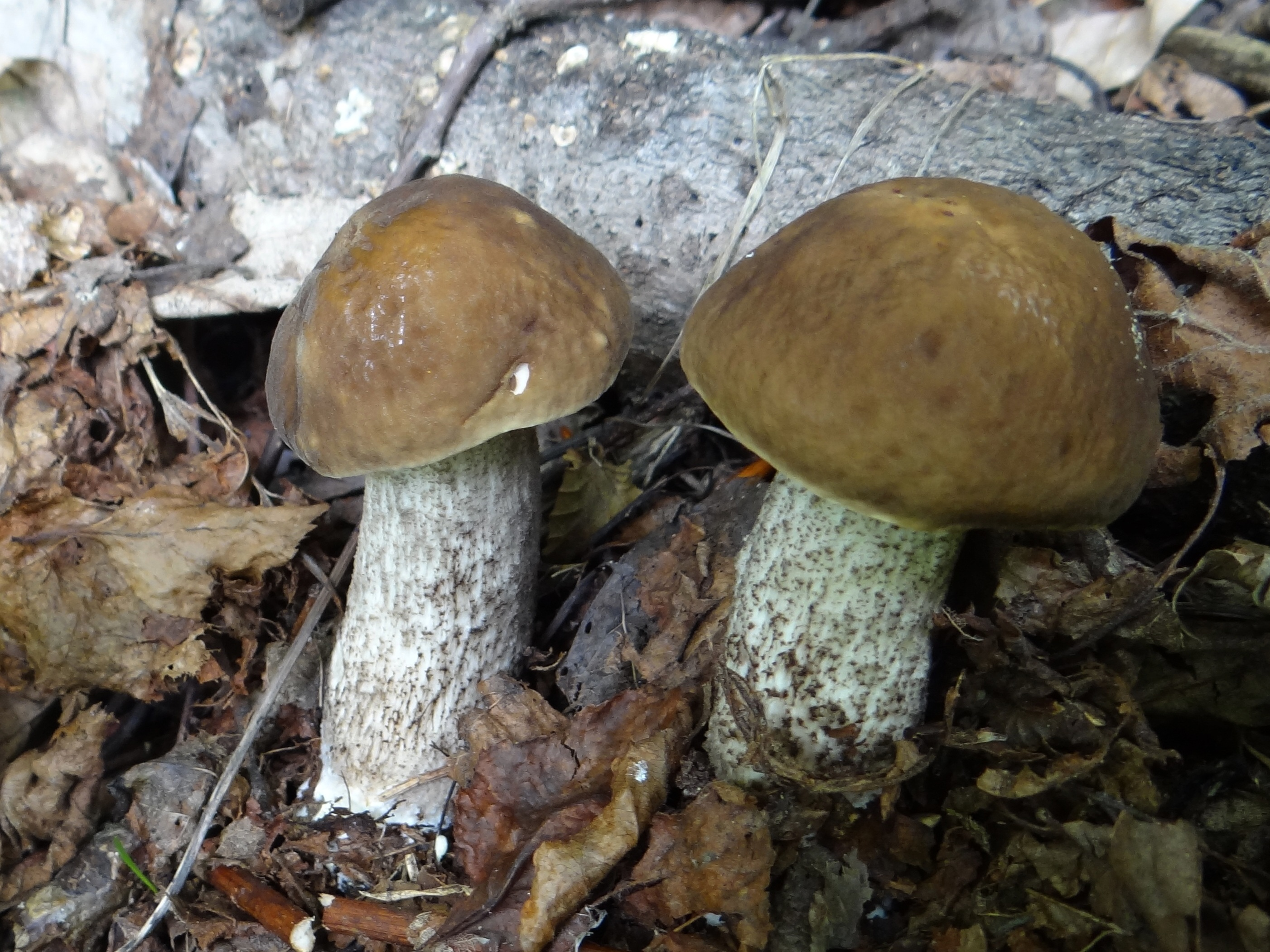
Le Bolet rude des charmes (Leccinellum pseudoscabrum) au chapeau cabossé-ridé est souvent confondu avec le Bolet rude.

- Le Bolet rude des charmes (Leccinellum pseudoscabrum) au chapeau cabossé-ridé est souvent confondu avec le Bolet rude. Le Bolet rude des charmes (Leccinellum pseudoscabrum) au chapeau ridé-cabossé, à la chair noircissante à la coupe et venant principalement sous charmes. Comestible.
- Le Bolet ramoneur (Leccinum variicolor) dont le chapeau est typiquement marbré de gris et de noirâtre lui ressemble également, mais ce dernier possède souvent des taches bleu-vert au bas du pied[6]. Rare, sans intérêt alimentaire.
- Le Bolet rude noir (Leccinum melaneum) lui ressemble en tout point si ce n'est la coloration de ses méchules et de son chapeau quasiment noir, bien plus sombres en tout cas. Rare, sans intérêt alimentaire.
- Le Bolet rude des trembles (Leccinum duriusculum), va lui aussi avoir des taches bleues au niveau du bas du pied. Il pousse exclusivement sous peupliers, surtout sous peuplier tremble (Populus tremula), en ayant une stature habituellement beaucoup moins grêle. Comestible.
- Le Bolet rude des schistes (Leccinum schistophilum) lui ressemble aussi beaucoup mais il aura des taches bleues à sa base. Rare, sans intérêt alimentaire.